# Finnische Badmintonmeisterschaft 1975
Die Finnische Badmintonmeisterschaft 1975 fand vom 8. bis zum 9. März 1975 in Helsinki statt.

## Titelträger
| Disziplin    | Sieger                            |
| ------------ | --------------------------------- |
| Herreneinzel | Lars-Henrik Nybergh               |
| Dameneinzel  | Sylvi Jormanainen                 |
| Herrendoppel | Jouko Degerth Mårten Segercrantz  |
| Damendoppel  | Maarit Jaakkola Sylvi Jormanainen |
| Mixed        | Jouko Degerth Christiane Falenius |